# Cultura da cerâmica cordada

Extensão aproximada do horizonte arqueológico da "cultura da cerâmica cordada", com as culturas adjacentes do (segundo a EIEC)

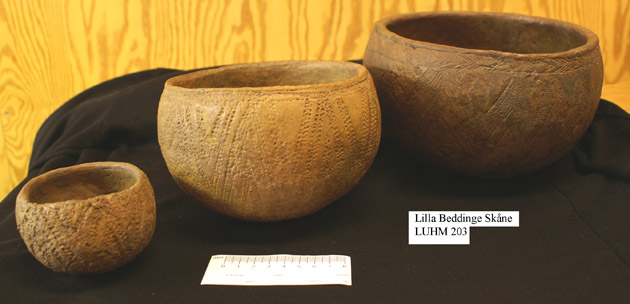
Olaria do cemitério Lilla Beddinge, em Escânia (Suécia); notem-se as marcas de cordéis na cerâmica (por isso é chamada de "cordada")

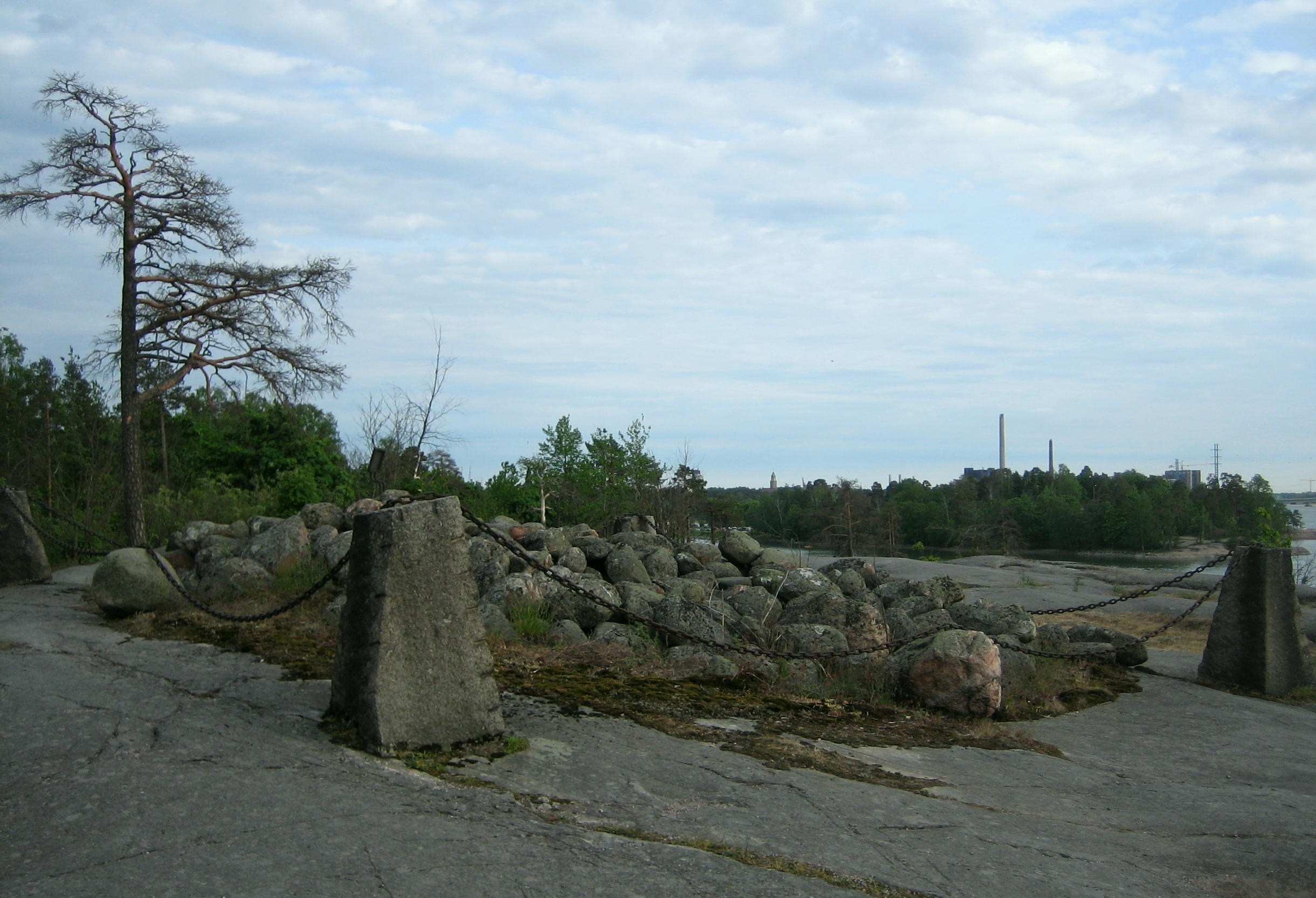
Tumba da Idade do Bronze (Pronssikausi hauta, em finês) em Meilahti (Helsinque, Finlândia). O túmulo fica numa rocha ao lado do mar e data aproximadamente do século XXI a.C. Dentro do túmulo havia ossos queimados. Os objetos culturais mais antigos da área de Helsinque correspondem com finais da Idade do Gelo, do, no vale do rio Keravanjoki

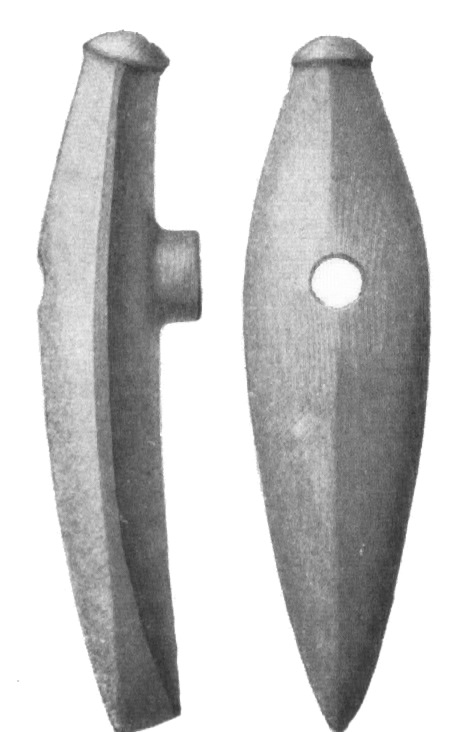
Machado de guerra com a forma de bote, de Närke (Suécia); a "cultura do machado de guerra" ou "cultura do machado com a forma de bote", na Suécia e Noruega, apareceu por volta de e é reconhecida em perto de túmulos de Escânia até Trøndelag e Uplândia

A cultura da cerâmica cordada (c.  2900–2450/2 350 a.C.) é um horizonte arqueológico europeu que começou em finais do Neolítico, alcançou o apogeu no Calcolítico e finalizou em princípios da Idade do Bronze.
Representa a introdução do metal no norte da Europa e possivelmente uma primeira entrada e expansão das línguas indo-europeias.

## Extensão geográfica
Esta cultura estendeu-se pela maior parte do norte da Europa continental, do rio Reno a oeste, até o rio Volga a leste.
Incluía uma região formada pela maior parte das atuais Alemanha, Dinamarca, Polônia, Lituânia, Letônia, Estônia, Bielorrússia, República Tcheca, Eslováquia, norte de Ucrânia, oeste da Rússia, a costa da Noruega, sul da Suécia e sul da Finlândia.
A anterior cultura do vaso campaniforme teria derivado do extremo ocidental desta cultura, na zona dos atuais Países Baixos, onde grupos da "cultura da cerâmica cordada" aproveitaram os seus contatos e comunicações marítimas e fluviais e começaram uma diáspora. Enquanto este grupo adotou uma grande variedade de elementos novos (como o álcool, os cavalos, a metalurgia, a roupa de lã) e mudaram o machado de guerra pelo arco, na Escandinávia e nas planícies do norte da Europa continuaram com as suas tradições locais.

## Nomenclatura
A "cultura da cerâmica cordada" recebe esse nome devido à ornamentação da sua característica olaria, a qual difere da "cultura dos túmulos individuais" (a cultura Pit-Comb Ware, em inglês), pelos seus costumes de enterramento, e da "cultura do machado de guerra" pelos seus machados de batalha feitos em pedra (a qual nesta época já era uma arma ineficiente, mas um tradicional símbolo de status).

## Origens e desenvolvimento
A cultura da cerâmica cordada foi a culminação de uma interação entre tendências opostas na área das planícies do Norte da Europa entre Dinamarca e Kiev, entre a extensificação na Europa do Leste e o sedentarismo local da Europa ocidental.
Atualmente acredita-se que as comunidades da cultura da cerâmica cordada foram mais bem agricultores sedentários.
As formas de cerâmica em túmulos individuais desenvolveu-se antes na zona da atual Polônia que no oeste e no sul da Europa Central. O desenvolvimento ao mesmo tempo de ritos funerários com objetos cordados (rodeados por cordel) não cerâmicos nas zonas ocidentais foi explicada como uma difusão de "traços" culturais de objetos cordados através de uma rede mais do que através da migração, sugerindo a existência de um "Horizonte A" no século XXVIII a.C., compreendido como um número de formas em conexão (vasos comunicantes) em diferentes contextos regionais.
Difundiu-se na Charneca de Luneburgo (Lüneburger Heide) e depois até a planície do Norte da Europa, a bacia do Reno, Suíça, Escandinávia, a região do Báltico e Rússia até Moscou.
Na maior parte da imensa expansão continental, a cultura da cerâmica cordada foi intrusiva, em outros lugares poderiam representar uma fusão de culturas arqueológicas ou —embora atualmente sejam vistos como sedentários—, sendo primariamente apenas uma continuação agrícola das tradições TRB, uma das mudanças culturais mais revolucionárias mostradas pela arqueologia.
Nas regiões ocidentais, acredita-se que esta revolução foi uma mudança interna, suave e rápida, surgida da cultura de cerâmica de funil, tendo a sua origem no Leste da Alemanha.
Na área da Cultura do Túmulo Individual, a cultura da cerâmica cordada foi uma sucessão da prévia cultura cerâmica de funil. Na área dos atuais Estados bálticos e do óblast de Kaliningrado, foi mais bem um sucessor intrusivo para a porção sudoeste da cultura Narva. Pelo outro lado, em outras partes (particularmente na sua extensão leste), foi uma nova presença, não relacionada com alguma cultura local.